# Großer Preis von Monaco 2018
Der Große Preis von Monaco 2018 (offiziell Formula 1 Grand Prix de Monaco 2018) fand am 27. Mai auf dem Circuit de Monaco in Monte-Carlo statt und war das sechste Rennen der Formel-1-Weltmeisterschaft 2018.

## Bericht

### Hintergründe
Nach dem Großen Preis von Spanien führte Lewis Hamilton in der Fahrerwertung mit 17 Punkten vor Sebastian Vettel und mit 37 Punkten vor Valtteri Bottas. In der Konstrukteurswertung führte Mercedes mit 27 Punkten vor Ferrari und mit 73 Punkten vor Red Bull Racing.
Beim Großen Preis von Monaco stellte Pirelli den Fahrern die Reifenmischungen P Zero Supersoft (rot), P Zero Ultrasoft (violett), P Zero Hypersoft (pink) sowie für Nässe Cinturato Intermediates (grün) und Cinturato Full-Wets (blau) zur Verfügung. Es war der erste Grand Prix, bei dem die Hypersoft-Mischung zum Einsatz kommt.
Der Kurs wurde im Bereich der Start-Ziel-Geraden sowie zwischen der Mirabeau und der Piscine neu asphaltiert.
Im Gegensatz zu den anderen Rennstrecken im Rennkalender gab es in Monaco nur eine DRS-Zone, die sich auf der Start-Ziel-Geraden befindet und im Vergleich zum Vorjahr unverändert blieb. Sie begann 18 Meter nach der letzten Kurve, der Messpunkt befand sich 80 Meter hinter der Piscine.
Marcus Ericsson, Kevin Magnussen (jeweils sieben), Romain Grosjean, Sergio Pérez, Max Verstappen (jeweils fünf), Brendon Hartley (vier), Kimi Räikkönen, Stoffel Vandoorne, Vettel (jeweils drei), Pierre Gasly, Nico Hülkenberg, Daniel Ricciardo, Carlos Sainz jr., Sergei Sirotkin (jeweils zwei) und Lance Stroll (einer) gingen mit Strafpunkten ins Rennwochenende.
Mit Fernando Alonso, Hamilton, Vettel (jeweils zweimal) und Räikkönen (einmal) traten vier ehemalige Sieger zu diesem Grand Prix an.
Als Rennkommissare für dieses Rennwochenende fungierten Nish Shetty (SGP), José Abed (MEX), Danny Sullivan (USA) und Eric Barrabino (MCO).

### Training
Im ersten freien Training war Ricciardo mit einer Rundenzeit von 1:12,126 Minuten Schnellster vor Verstappen und Hamilton.
Im zweiten freien Training war Ricciardo mit einer Bestzeit von 1:11,841 Minuten erneut Schnellster vor Verstappen und Vettel. Das Training musste für rund zehn Minuten unterbrochen werden, nachdem sich zwischen Casino und Mirabeau Haute ein Schachtdeckel gelöst hatte, der neu verschweißt werden musste.
Im dritten freien Training fuhr Ricciardo in 1:11,786 Minuten erneut die Bestzeit vor Verstappen und Vettel. Kurz vor Ende des Trainings kam es zu einem Unfall von Verstappen, bei dem er sein Fahrzeug schwer beschädigte. Das Training wurde unterbrochen, konnte jedoch noch einmal aufgenommen werden.

### Qualifying
Das Qualifying bestand aus drei Teilen mit einer Nettolaufzeit von 45 Minuten. Im ersten Qualifying-Segment (Q1) hatten die Fahrer 18 Minuten Zeit, um sich für das Rennen zu qualifizieren. Alle Fahrer, die im ersten Abschnitt eine Zeit erzielten, die maximal 107 Prozent der schnellsten Rundenzeit betrug, qualifizierten sich für den Grand Prix. Die besten 15 Fahrer erreichten den nächsten Teil. Ricciardo war Schnellster. Verstappen konnte nach seinem Unfall nicht am Qualifying teilnehmen und qualifizierte sich nicht für den Grand Prix. Außer ihm schieden die Magnussen, Stroll, Ericsson sowie Hartley aus.
Der zweite Abschnitt (Q2) dauerte 15 Minuten. Die schnellsten zehn Piloten qualifizierten sich für den dritten Teil des Qualifyings. Ricciardo war erneut Schnellster. Grosjean, Charles Leclerc, Sirotkin, Vandoorne und Hülkenberg schieden aus.
Der finale Abschnitt (Q3) ging über eine Zeit von zwölf Minuten, in denen die ersten zehn Startpositionen vergeben wurden. Ricciardo fuhr mit einer Rundenzeit von 1:10,810 Minuten die Bestzeit vor Vettel und Hamilton. Es war die zweite Pole-Position für Ricciardo in der Formel-1-Weltmeisterschaft und die schnellste jemals auf dieser Strecke gefahrene Rundenzeit.
Grosjean wurde um drei Startplätze nach hinten versetzt, da er beim Rennen in Spanien eine Kollision verursacht hatte.

### Rennen
Ricciardo führte in der ersten Kurve, die Top 6 blieben in der gleichen Reihenfolge. In Runde 28 beklagte sich Ricciardo, der immer noch das Rennen anführte, über einen Leistungsverlust seines Red Bull. Ricciardo musste für die verbleibenden 50 Runden des Rennens ein angeschlagenes Auto verwalten, wobei sich später herausstellte, dass es sich um einen MGU-K-Fehler handelte (was ihm 25 % weniger PS als üblich einbrachte) und bei dem nur sechs von acht Gängen funktionierten. Für den Rest des Rennens geriet er unter Druck von Vettel, doch aufgrund der schmutzigen Luft und der schwierigen Passierbarkeit der Strecke konnte Vettel Ricciardo nicht angreifen. Vettel verlor viel Zeit, nachdem Vandoorne, eine Runde hinter Vettel und Ricciardo, nach einem zweiten Boxenstopp zwischen die beiden geriet.
Sirotkin erhielt eine 10-Sekunden-Stop-and-Go-Strafe, weil seine Reifen beim 3-Minuten-Signal nicht am Auto montiert waren. In Runde 53 schied Alonso in Sainte-Dévote aufgrund von Getriebeproblemen aus, seinem ersten Ausfall in der Saison 2018.
In Runde 73 kam es zu einer virtuellen Safety-Car-Phase, als Leclercs linke vordere Bremsscheibe kurz vor der Nouvelle Chicane versagte und er gegen Hartley prallte. Beide Fahrer mussten aufgrund von Schäden an ihren Fahrzeugen aufgeben. Dies war der erste Grand Prix von Monaco seit 2009, bei dem kein (vollständiges) Safety-Car auftrat, obwohl es eine kurze virtuelle Safety-Car-Phase gab. Es war Ricciardos jüngster Sieg in der Formel 1 bis zum Großen Preis von Italien 2021.
Ricciardo gewann das Rennen vor Vettel und Hamilton. Es war der siebte Sieg für Ricciardo in der Formel-1-Weltmeisterschaft, davon der zweite der Saison. Außerdem sollte es für Ricciardo der letzte Sieg bis zum Großen Preis von Italien 2021 sein. Vettel erzielte seine dritte Podestplatzierung der Saison, Hamilton seine fünfte. Die restlichen Punkteplatzierungen belegten Räikkönen, Bottas, Gasly, Ocon, Hülkenberg, Verstappen und Sainz jr. 
In der Fahrerwertung blieb Hamilton vor Vettel, Ricciardo war nun Dritter. In der Konstrukteurswertung blieben die ersten drei Plätze unverändert.

## Meldeliste
| Team                             | Nr. | Fahrer            | Chassis                       | Motor                         | Reifen |
| -------------------------------- | --- | ----------------- | ----------------------------- | ----------------------------- | ------ |
| Mercedes AMG Petronas Motorsport | 44  | Lewis Hamilton    | Mercedes-AMG F1 W09 EQ Power+ | Mercedes-AMG F1 M09 EQ Power+ | P      |
| Mercedes AMG Petronas Motorsport | 77  | Valtteri Bottas   | Mercedes-AMG F1 W09 EQ Power+ | Mercedes-AMG F1 M09 EQ Power+ | P      |
| Scuderia Ferrari                 | 05  | Sebastian Vettel  | Ferrari SF71H                 | Ferrari 062 EVO               | P      |
| Scuderia Ferrari                 | 07  | Kimi Räikkönen    | Ferrari SF71H                 | Ferrari 062 EVO               | P      |
| Aston Martin Red Bull Racing     | 03  | Daniel Ricciardo  | Red Bull Racing RB14          | TAG Heuer                     | P      |
| Aston Martin Red Bull Racing     | 33  | Max Verstappen    | Red Bull Racing RB14          | TAG Heuer                     | P      |
| Sahara Force India F1 Team       | 11  | Sergio Pérez      | Force India VJM11             | Mercedes-AMG F1 M09 EQ Power+ | P      |
| Sahara Force India F1 Team       | 31  | Esteban Ocon      | Force India VJM11             | Mercedes-AMG F1 M09 EQ Power+ | P      |
| Williams Martini Racing          | 18  | Lance Stroll      | Williams FW41                 | Mercedes-AMG F1 M09 EQ Power+ | P      |
| Williams Martini Racing          | 35  | Sergei Sirotkin   | Williams FW41                 | Mercedes-AMG F1 M09 EQ Power+ | P      |
| Renault Sport F1 Team            | 27  | Nico Hülkenberg   | Renault R.S.18                | Renault R.E.18                | P      |
| Renault Sport F1 Team            | 55  | Carlos Sainz jr.  | Renault R.S.18                | Renault R.E.18                | P      |
| Red Bull Toro Rosso Honda        | 28  | Brendon Hartley   | Scuderia Toro Rosso STR13     | Honda RA618H                  | P      |
| Red Bull Toro Rosso Honda        | 10  | Pierre Gasly      | Scuderia Toro Rosso STR13     | Honda RA618H                  | P      |
| Haas F1 Team                     | 08  | Romain Grosjean   | Haas VF-18                    | Ferrari 062 EVO               | P      |
| Haas F1 Team                     | 20  | Kevin Magnussen   | Haas VF-18                    | Ferrari 062 EVO               | P      |
| McLaren F1 Team                  | 14  | Fernando Alonso   | McLaren MCL33                 | Renault R.E.18                | P      |
| McLaren F1 Team                  | 02  | Stoffel Vandoorne | McLaren MCL33                 | Renault R.E.18                | P      |
| Alfa Romeo Sauber F1 Team        | 09  | Marcus Ericsson   | Sauber C37                    | Ferrari 062 EVO               | P      |
| Alfa Romeo Sauber F1 Team        | 16  | Charles Leclerc   | Sauber C37                    | Ferrari 062 EVO               | P      |

## Klassifikationen

### Qualifying
| Pos.                                                                      | Fahrer            | Konstrukteur              | Q1         | Q2       | Q3       | Start |
| ------------------------------------------------------------------------- | ----------------- | ------------------------- | ---------- | -------- | -------- | ----- |
| 01                                                                        | Daniel Ricciardo  | Red Bull Racing-TAG Heuer | 1:12,013   | 1:11,278 | 1:10,810 | 01    |
| 02                                                                        | Sebastian Vettel  | Ferrari                   | 1:12,415   | 1:11,518 | 1:11,039 | 02    |
| 03                                                                        | Lewis Hamilton    | Mercedes                  | 1:12,460   | 1:11,584 | 1:11,232 | 03    |
| 04                                                                        | Kimi Räikkönen    | Ferrari                   | 1:12,639   | 1:11,391 | 1:11,266 | 04    |
| 05                                                                        | Valtteri Bottas   | Mercedes                  | 1:12,434   | 1:12,002 | 1:11,441 | 05    |
| 06                                                                        | Esteban Ocon      | Force India-Mercedes      | 1:13,028   | 1:12,188 | 1:12,061 | 06    |
| 07                                                                        | Fernando Alonso   | McLaren-Renault           | 1:12,657   | 1:12,269 | 1:12,110 | 07    |
| 08                                                                        | Carlos Sainz jr.  | Renault                   | 1:12,950   | 1:12,286 | 1:12,130 | 08    |
| 09                                                                        | Sergio Pérez      | Force India-Mercedes      | 1:12,848   | 1:12,194 | 1:12,154 | 09    |
| 10                                                                        | Pierre Gasly      | Scuderia Toro Rosso-Honda | 1:12,941   | 1:12,313 | 1:12,221 | 10    |
| 11                                                                        | Nico Hülkenberg   | Renault                   | 1:13,065   | 1:12,411 | –        | 11    |
| 12                                                                        | Stoffel Vandoorne | McLaren-Renault           | 1:12,463   | 1:12,440 | –        | 12    |
| 13                                                                        | Sergei Sirotkin   | Williams-Mercedes         | 1:12,706   | 1:12,521 | –        | 13    |
| 14                                                                        | Charles Leclerc   | Sauber-Ferrari            | 1:12,829   | 1:12,714 | –        | 14    |
| 15                                                                        | Romain Grosjean   | Haas-Ferrari              | 1:12,930   | 1:12,728 | –        | 19    |
| 16                                                                        | Brendon Hartley   | Scuderia Toro Rosso-Honda | 1:13,179   | –        | –        | 15    |
| 17                                                                        | Marcus Ericsson   | Sauber-Ferrari            | 1:13,265   | –        | –        | 16    |
| 18                                                                        | Lance Stroll      | Williams-Mercedes         | 1:13,323   | –        | –        | 17    |
| 19                                                                        | Kevin Magnussen   | Haas-Ferrari              | 1:13,393   | –        | –        | 18    |
| 107-Prozent-Zeit: 1:17,053 min (bezogen auf Q1-Bestzeit von 1:12,013 min) |                   |                           |            |          |          |       |
| DNQ                                                                       | Max Verstappen    | Red Bull Racing-TAG Heuer | keine Zeit | –        | –        | 20    |

Anmerkungen
1. ↑  Grosjean wurde für das Verursachen einer Kollision im vorherigen Rennen um fünf Startplätze nach hinten versetzt.
2. ↑  Verstappen wurde erlaubt zu starten, da er im freien Training ausreichend schnell gefahren war.

### Rennen
| Pos. | Fahrer            | Konstrukteur              | Runden | Stopps | Zeit        | Start | Schnellste Runde |
| ---- | ----------------- | ------------------------- | ------ | ------ | ----------- | ----- | ---------------- |
| 01   | Daniel Ricciardo  | Red Bull Racing-TAG Heuer | 78     | 1      | 1:42:54,807 | 01    | 1:15,562 (13.)   |
| 02   | Sebastian Vettel  | Ferrari                   | 78     | 1      | + 7,336     | 02    | 1:16,065 (14.)   |
| 03   | Lewis Hamilton    | Mercedes                  | 78     | 1      | + 17,013    | 03    | 1:16,270 (15.)   |
| 04   | Kimi Räikkönen    | Ferrari                   | 78     | 1      | + 18,127    | 04    | 1:16,392 (13.)   |
| 05   | Valtteri Bottas   | Mercedes                  | 78     | 1      | + 18,822    | 05    | 1:16,312 (21.)   |
| 06   | Esteban Ocon      | Force India-Mercedes      | 78     | 1      | + 23,667    | 06    | 1:17,027 (63.)   |
| 07   | Pierre Gasly      | Scuderia Toro Rosso-Honda | 78     | 1      | + 24,331    | 10    | 1:17,099 (68.)   |
| 08   | Nico Hülkenberg   | Renault                   | 78     | 1      | + 24,839    | 11    | 1:16,061 (57.)   |
| 09   | Max Verstappen    | Red Bull Racing-TAG Heuer | 78     | 1      | + 25,317    | 20    | 1:14,260 (60.)   |
| 10   | Carlos Sainz jr.  | Renault                   | 78     | 1      | + 1:09,013  | 08    | 1:17,491 (19.)   |
| 11   | Marcus Ericsson   | Sauber-Ferrari            | 78     | 1      | + 1:09,864  | 16    | 1:16,936 (19.)   |
| 12   | Sergio Pérez      | Force India-Mercedes      | 78     | 1      | + 1:10,461  | 09    | 1:17,546 (24.)   |
| 13   | Kevin Magnussen   | Haas-Ferrari              | 78     | 1      | + 1:14,823  | 19    | 1:17,476 (20.)   |
| 14   | Romain Grosjean   | Haas-Ferrari              | 77     | 2      | + 1 Runde   | 18    | 1:14,822 (74.)   |
| 15   | Stoffel Vandoorne | McLaren-Renault           | 77     | 2      | + 1 Runde   | 12    | 1:16,864 (76.)   |
| 16   | Sergei Sirotkin   | Williams-Mercedes         | 77     | 3      | + 1 Runde   | 13    | 1:15,325 (75.)   |
| 17   | Lance Stroll      | Williams-Mercedes         | 76     | 3      | + 2 Runden  | 17    | 1:14,944 (61.)   |
| 18   | Charles Leclerc   | Sauber-Ferrari            | 70     | 1      | DNF         | 14    | 1:17,710 (17.)   |
| 19   | Brendon Hartley   | Scuderia Toro Rosso-Honda | 70     | 1      | DNF         | 15    | 1:17,172 (15.)   |
| –    | Fernando Alonso   | McLaren-Renault           | 52     | 1      | DNF         | 07    | 1:17,018 (23.)   |

Anmerkungen
1. ↑  Hartley erhielt wegen zu schnellen Fahrens in der Boxengasse eine Zeitstrafe von fünf Sekunden.

## WM-Stände nach dem Rennen
Die ersten zehn des Rennens bekamen 25, 18, 15, 12, 10, 8, 6, 4, 2 bzw. 1 Punkt(e).

### Fahrerwertung
| Pos. | Fahrer           | Konstrukteur              | Punkte |
| ---- | ---------------- | ------------------------- | ------ |
| 01   | Lewis Hamilton   | Mercedes                  | 110    |
| 02   | Sebastian Vettel | Ferrari                   | 96     |
| 03   | Daniel Ricciardo | Red Bull Racing-TAG Heuer | 72     |
| 04   | Valtteri Bottas  | Mercedes                  | 68     |
| 05   | Kimi Räikkönen   | Ferrari                   | 60     |
| 06   | Max Verstappen   | Red Bull Racing-TAG Heuer | 35     |
| 07   | Fernando Alonso  | McLaren-Renault           | 32     |
| 08   | Nico Hülkenberg  | Renault                   | 26     |
| 09   | Carlos Sainz jr. | Renault                   | 20     |
| 10   | Kevin Magnussen  | Haas-Ferrari              | 19     |

| Pos. | Fahrer            | Konstrukteur              | Punkte |
| ---- | ----------------- | ------------------------- | ------ |
| 11   | Pierre Gasly      | Scuderia Toro Rosso-Honda | 18     |
| 12   | Sergio Pérez      | Force India-Mercedes      | 17     |
| 13   | Esteban Ocon      | Force India-Mercedes      | 9      |
| 14   | Charles Leclerc   | Sauber-Ferrari            | 9      |
| 15   | Stoffel Vandoorne | McLaren-Renault           | 8      |
| 16   | Lance Stroll      | Williams-Mercedes         | 4      |
| 17   | Marcus Ericsson   | Sauber-Ferrari            | 2      |
| 18   | Brendon Hartley   | Scuderia Toro Rosso-Honda | 1      |
| 19   | Romain Grosjean   | Haas-Ferrari              | 0      |
| 20   | Sergei Sirotkin   | Williams-Mercedes         | 0      |

### Konstrukteurswertung
| Pos. | Konstrukteur              | Punkte |
| ---- | ------------------------- | ------ |
| 1    | Mercedes                  | 178    |
| 2    | Ferrari                   | 156    |
| 3    | Red Bull Racing-TAG Heuer | 107    |
| 4    | Renault                   | 46     |
| 5    | McLaren-Renault           | 40     |

| Pos. | Konstrukteur              | Punkte |
| ---- | ------------------------- | ------ |
| 06   | Force India-Mercedes      | 26     |
| 07   | Scuderia Toro Rosso-Honda | 19     |
| 08   | Haas-Ferrari              | 19     |
| 09   | Sauber-Ferrari            | 11     |
| 10   | Williams-Mercedes         | 4      |